# (11444) Peshekhonov
(11444) Peshekhonov est un astéroïde de la ceinture principale.

## Description
(11444) Peshekhonov est un astéroïde de la ceinture principale. Il fut découvert le 31 août 1978 à Naoutchnyï par Nikolaï Tchernykh. Il présente une orbite caractérisée par un demi-grand axe de 2,30 UA, une excentricité de 0,22 et une inclinaison de 3,7° par rapport à l'écliptique.

## Compléments